# Triumph Tiger 900
La Triumph Tiger 900 è una motocicletta prodotta dalla casa motociclistica inglese Triumph Motorcycles dal 2020.

## Descrizione e storia

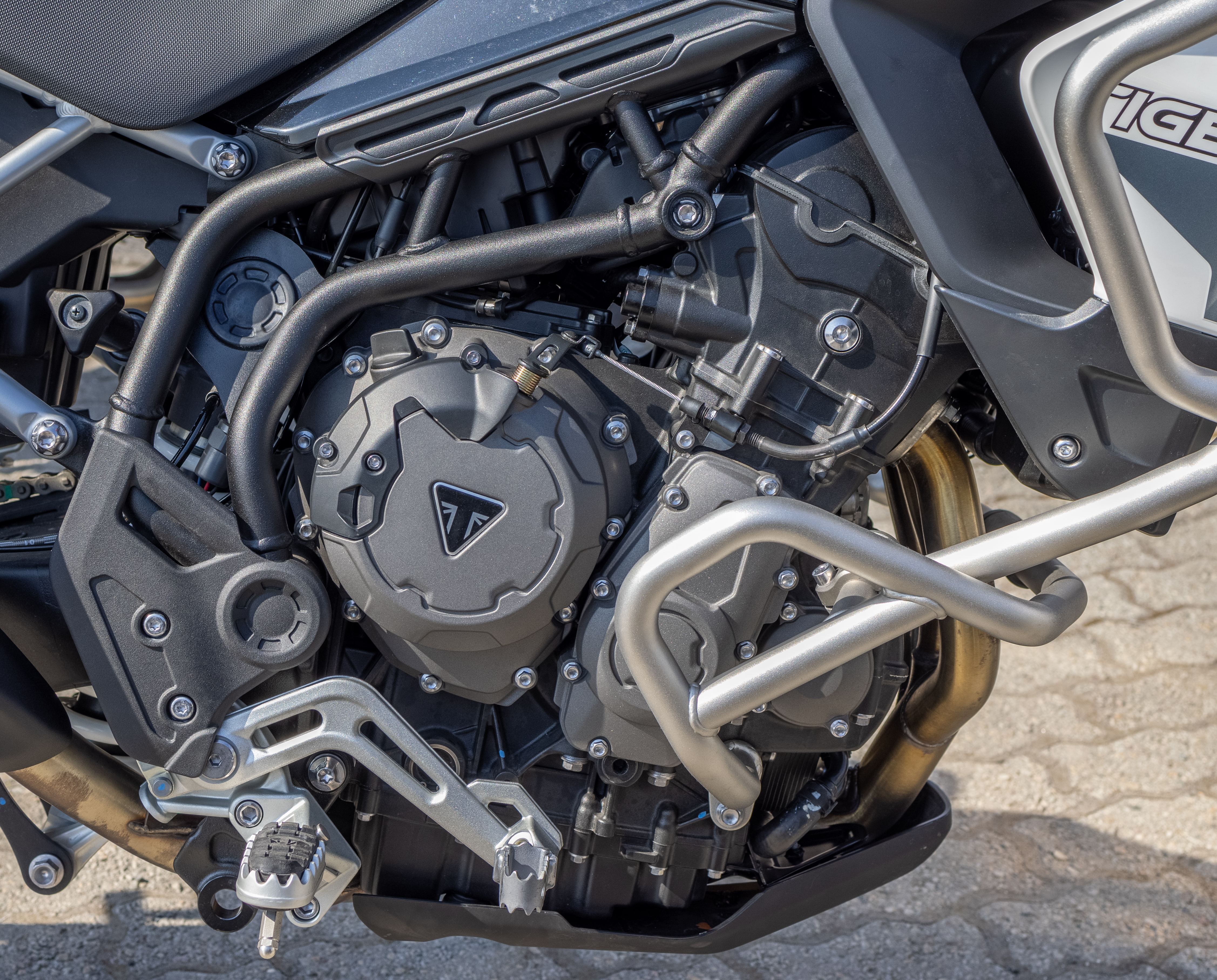
Motore della Tiger 900

Presentata a inizio dicembre 2019 e in produzione nello stabilimento di Bangkok in Thailandia a partire dal 2020, è una enduro di grossa cilindrata. La moto riprende il nome già impiegato sulla Triumph Tiger 900 T400 prodotta negli anni '90, ma questo modello è completamente differente e va a sostituire la Triumph Tiger 800.

Monta un inedito motore a tre cilindri in linea frontemarcia inclinato in avanti da 888 cm³, che sviluppa una potenza di 95 CV a 8750 giri/min e una coppia di 87 Nm a 7250 giri. Il motore tricilindrico ha la distribuzione a 12 valvole, con alimentazione ad iniezione indiretta multipoint ed è coadiuvato da un cambio a 6 marce con trasmissione finale a catena. Le quattro valvole per cilindro sono azionate da due alberi a camme in testa mossi tramite catena.
Il trattamento dei gas di scarico viene effettuato da un catalizzatore che soddisfa la classe di inquinanti Euro 5. La moto è costruita su di un telaio tubolare in acciaio, coadiuvato da un sistema sospensivo costituito da un forcellone monobraccio in alluminio al posteriore e una forcella telescopica a steli rovesciati all'anteriore.
Rispetto alla precedente 800, la Tiger 900 oltre che un motore nuovo (con un particolare albero motore chiamato "T-Plane") e più grande, adotta un serbatoio del carburante più capiente e fanaleria Full LED. Inoltre, sono stati apportati importanti aggiornamenti alle sospensioni e sono stati montati nuovi freni a disco Brembo.
Esistono sei varianti: il modello base, GT, GT Low, GT Pro, Rally e Rally Pro. Sulle versioni GT, GT Pro, Rally e Rally Pro, sono presenti un display TFT da 7 pollici, sistema frenante antibloccaggio ABS e controllo della trazione. I modelli GT sono più orientati all'utilizzo su strada; come il modello base, sono dotati di ruote in metallo. La GT Low (abbreviazione di "Low Ride Height") ha una taratura delle sospensioni differente e un'altezza della sella inferiore. I modelli Rally sono più orientati al fuoristrada e sono dotati di ruote a raggi con pneumatici tubeless e sella più alta di 40 millimetri rispetto alla GT.